# 感謝 (生物股長單曲)
《感謝》（日語：ありがとう）是生物股長的第18張單曲，於2010年5月5日由Epic Records Japan Inc.發售。

## 概要
《感謝》跟前作《鄉愁》相隔2個月發售，是生物股長在2010年發行的第2張單曲。單曲在初回期間附送「生物卡片019」和「《感謝》貼紙」。單曲只收錄一首歌曲《感謝》，為生物股長首張只收錄一首歌曲的單曲。由於2010年是組合出道第5年，同時《感謝》是連續劇《鬼太郎之妻》（ゲゲゲの女房）的主題曲，所以單曲定價555日圓。
2010年3月25日，生物股長於全國巡迴演唱會中埼玉縣三郷市文化會館的演唱會，宣布發行這張新單曲，並在當時首次披露《感謝》。5月5日，組合於《MUSIC STATION》表演這首歌，為首次在電視上披露這首歌。
本作於發行首日以銷量約1.1萬張在Oricon公信榜取得日榜首位，並於首周以銷量約4.6萬張取得周榜第2位。首周銷量和累積銷量都比組合當時銷量最高的單曲《YELL/JOYFUL》還要高。由於連續劇大受歡迎，組合亦於著名節目《NHK紅白歌合戰》表演過這首歌，單曲累積銷量因此超過了20萬張，為組合首張銷量超過20萬張的單曲。另外，單曲於Japan Hot 100亦獲得首位。

## 歌曲
《感謝》（ありがとう）是一首關於向心愛的人傳達謝意的歌曲。在Oricon網站上，有音樂評論家稱讚歌詞中一句「想傳達一句『我愛你』 想要傳達給你／你獨一無二的手 跟你一起以後的未來 我都 一直相信」，以簡單詞彙就能寫出想於跟重視的人一起走下去的心情。
這首歌雖然跟生物股長於獨立製作時期寫下的另一首歌曲（意思同樣都是「感謝」）名稱相近，卻是完全不同的兩首歌。另外，雖然這首歌的歌詞跟畢業沒有很大的關係，但與自己《SAKURA》、《YELL》、《向前走》等歌曲同樣都是著名的畢業歌曲。這首歌由2013年起編進日本高中音樂科的教科書內。
音樂影片（PV）以組合三人於酒店宴會會場向觀眾演唱為主題。這個PV有一個長2分鐘的3D版本，於2010年5月8日至14日在日本數間電影院上映。
《感謝》是NHK晨間小說連續劇《鬼太郎之妻》主題歌。組合上一首連續劇主題歌是一年前的《兩人》。由於《鬼太郎之妻》的總製作谷口卓敬相信生物股長音樂的温柔和力度十分適合這套電視劇的主題，本身又是生物股長的歌迷，所以在籌劃電視劇時已希望由生物股長演唱主題曲。

## 收錄歌曲
| CD   | CD                  | CD       | CD       | CD   |
| 曲序 | 曲目                | 词曲     | 编曲     | 时长 |
| ---- | ------------------- | -------- | -------- | ---- |
| 1.   | 感謝                | 水野良樹 | 本間昭光 | 6:04 |
| 2.   | 感謝 -instrumental- | －       | －       |      |

## 獎項
- 第52屆日本唱片大獎 優秀作品獎[15]
- 第10屆MTV日本音樂錄影帶大獎 最佳流行音樂錄影帶獎

## 收錄專輯
- 生物百科圖鑑～團員精選～（#1）
- NEWTRAL（#1）

## 翻唱
- 松下奈緒 - 2010年9月22日發售的精選輯《Scene25 〜Best of Nao Matsushita》中收錄了鋼琴版。
- 岩崎良美 - 收錄於2011年11月2日發售的專輯《色彩の主人公》。

## 註腳
1. ↑  由於「G」是唱名的第五個音，而且G可讀作（Ge），日本音樂業界會以來稱呼「5」。因此「555日圓」就是。
2. ↑  歌詞原文：

## 外部連結
- 生物股長官方網站（日語）
- Sony Music（日語）